# The Sound Of Nightwish Reborn
The Sound Of Nightwish Reborn es el álbum de la banda finlandesa Nightwish publicado en el año 2008. Cuenta con piezas interpretadas por el bajista Marco Hietala, como Amaranth (Reach Demo Version), Eva, The Poet And The Pendulum y While Your Lips Are Still Red compuesta por Tuomas Holopainen junto con Marco Hietala.

## Lista de canciones
- 1. Eva (Demo Version)

- 2. Amaranth (Reach Demo Version)

- 3. While Your Lips Are Still Red (Theme from the Movie "Lieksa!")

- 4. Escapist

- 5. The Poet and the Pendulum (Demo Version)

- 6. Bye Bye Beautiful (DJ Orkidea Remix)

- 7. Meadows of Heaven (Versión orquestal)

- 8. Amaranth (Versión orquestal)

- 9. Escapist (Versión instrumental)

- Datos: Q3278701